# Раштевић
Раштевић је насељено мјесто у Равним Котарима, у сјеверној Далмацији. Припада граду Бенковцу у Задарској жупанији, Република Хрватска.

## Географија
Раштевић се налази 7 км западно од Бенковца.

## Историја
Раштевић се од распада Југославије до августа 1995. године налазио у Републици Српској Крајини. Хрватско становништво је претежно напустило Раштевић 1991. године, након што је прикључен Републици Српској Крајини, док су раштевићки Срби село напустили у егзодусу током хрватске војне операције Олуја у августу 1995. године.

## Становништво
Прије грађанског рата у Хрватској, Раштевић је био национално мјешовито село; према попису из 1991. године, Раштевић је имао 1.230 становника, од чега 647 Хрвата, 570 Срба и 7 Југословена. Према попису становништва из 2001. године, Раштевић је имао 420 становника. Раштевић је према попису становништва из 2011. године имао 468 становника.
| Националност       | 1991. | 1981. | 1971. | 1961. |
| Срби               | 570   | 542   | 576   | 684   |
| Хрвати             | 647   | 514   | 567   | 622   |
| Југословени        | 7     | 147   | 64    | 1     |
| остали и непознато | 6     | 28    | 1     |       |
| Укупно             | 1.230 | 1.231 | 1.208 | 1.307 |

| Демографија | Демографија | Демографија |
| Година      | Становника  | Становника  |
| ----------- | ----------- | ----------- |
| 1961.       | 1.307       |             |
| 1971.       | 1.208       |             |
| 1981.       | 1.231       |             |
| 1991.       | 1.230       |             |
| 2001.       | 420         |             |
| 2011.       |             | 468         |

## Попис 1991.
На попису становништва 1991. године, насељено место Раштевић је имало 1.230 становника, следећег националног састава:
| Попис 1991.‍   | Попис 1991.‍  | Попис 1991.‍ | Попис 1991.‍ | Попис 1991.‍ |
| ------------- | ------------ | ----------- | ----------- | ----------- |
|               |              |             |             |             |
| Хрвати        | Хрвати       |             | 647         | 52,60%      |
| Срби          | Срби         |             | 570         | 46,34%      |
| Југословени   | Југословени  |             | 7           | 0,56%       |
| Словенци      | Словенци     |             | 1           | 0,08%       |
| неопредељени  | неопредељени |             | 3           | 0,24%       |
| непознато     | непознато    |             | 2           | 0,16%       |
| укупно: 1.230 |              |             |             |             |

## Презимена
| - Бегић — Православци - Богуновић — Православци - Војводић — Православци - Врућинић — Православци - Вујасиновић — Православци - Гњатовић — Православци - Грозданић — Православци - Зјачић — Православци | - Лацмановић — Православци - Опсеница — Православци - Пуповац — Православци - Тепша — Православци - Тинтор — Православци - Цупаћ — Православци - Штрбац — Православци |

## Познате личности
- Саво Штрбац, политичар